# Christian Obrist
Christian Obrist (né le 20 novembre 1980 à Bressanone) est un athlète italien, spécialiste du 1 500 mètres.

## Biographie
Finaliste (11e) aux Jeux olympiques de 2008.

### Palmarès
| Date | Compétition                         | Lieu      | Résultat | Performance   |
| ---- | ----------------------------------- | --------- | -------- | ------------- |
| 2002 | Championnats d'Europe               | Munich    | 7e       | 3 min 46 s 57 |
| 2005 | Jeux méditerranéens                 | Almería   | 3e       | 3 min 45 s 88 |
| 2006 | Championnats d'Europe               | Göteborg  | 7e       | 3 min 42 s 59 |
| 2008 | Coupe d'Europe des nations en salle | Moscou    | 2e       | 3 min 48 s 85 |
| 2008 | Jeux olympiques                     | Pékin     | 11e      | 3 min 39 s 87 |
| 2009 | Championnats d'Europe en salle      | Turin     | 6e       | 3 min 45 s 47 |
| 2010 | Championnats d'Europe               | Barcelone | 7e       | 3 min 43 s 91 |

### Records
Le meilleur temps de Christian Obrist sur 1 500 m, est de 3 min 35 s 32 obtenu en 2007 à Rieti. 